# Petralia Sottana
Petralia Sottana település Olaszországban, Szicília régióban, Palermo megyében. Lakosainak száma 2475 fő (2023. január 1.). Petralia Sottana Alimena, Caltanissetta, Castelbuono, Geraci Siculo, Marianopoli, Polizzi Generosa, Santa Caterina Villarmosa, Villalba, Blufi, Castellana Sicula, Isnello, Petralia Soprana és Resuttano községekkel határos.

## Népesség
A település lakossága az elmúlt években az alábbi módon változott:
| Lakosok száma | 2766 | 2730 | 2475 |
|               | 2017 | 2018 | 2023 |